# 千葉県立土気高等学校
千葉県立土気高等学校（ちばけんりつ とけこうとうがっこう）は、千葉県千葉市緑区にある県立高等学校。

## 設置学科
- 全日制課程　普通科

## 沿革
- 1983年4月1日 - 開校。

## 著名な出身者
- 大堀恵（元AKB48・SDN48）
- 古川大悟 - サッカー選手
- 高梨裕稔 - プロ野球選手

## 概要
JR外房線土気駅から徒歩約20分。